# Galleria nazionale di palazzo Spinola
La Galleria Nazionale di Palazzo Spinola è un museo statale collocato all'interno di palazzo Spinola di Pellicceria (detto anche palazzo Francesco Grimaldi), un edificio nobiliare cinquecentesco sito al civico 1 di piazza di Pellicceria, nel cuore del centro storico di Genova. Il 13 luglio 2006 è stato inserito nella lista dei quarantadue palazzi iscritti ai Rolli di Genova, dichiarati dall'UNESCO patrimonio dell'umanità. Splendido esempio di dimora aristocratica fra Sei e Settecento, il museo ospita opere di eccezionale valore come l'Ecce Homo di Antonello da Messina, il Ritratto di Ansaldo Pallavicino di Antoon van Dyck e il Ritratto di Giovanni Carlo Doria a cavallo di Peter Paul Rubens. 
Il terzo piano è occupato dalla Galleria Nazionale della Liguria, dove, secondo la volontà degli ultimi due proprietari, i marchesi Paolo e Franco Spinola, che nel 1958 donarono allo Stato il palazzo affinché divenisse un museo pubblico, sono esposte le acquisizioni artistiche statali. Questa collezione sarà trasferita nella nuova sede museale di Palazzo Raggio al termine della ristrutturazione, prevista entro il 2030. 

## Storia del palazzo

### I Grimaldi e i Pallavicino
Il palazzo venne realizzato per volontà di Francesco Grimaldi alla fine del XVI secolo su strutture medievali preesistenti. Nel 1599 venne inserito nei rolli di prima categoria (primo bussolo) e riportato nei Palazzi di Genova di Peter Paul Rubens. Del periodo di proprietà della famiglia Grimaldi rimangono gli affreschi sui soffitti dei saloni dei due piani nobili, realizzati nella prima metà del Seicento da Lazzaro Tavarone e raffiguranti al primo piano La città di Lisbona assediata dall'esercito del duca d'Alba e, al secondo piano, Trionfo di Renato Grimaldi e Imprese per l'espugnazione della città di Zierikzee.
Nel 1650 Tommaso Grimaldi, necessitando di fondi per sanare un grosso debito, vendette il palazzo a suo cognato Ansaldo Pallavicino. Si trattò dell'unico passaggio di proprietà dovuto a una compravendita. Al Pallavicino si devono alcuni interventi architettonici, fra cui la chiusura del loggiato al primo piano, documentata da un'incisione di Rubens, nonché un sensibile accrescimento della quadreria grazie ai dipinti ereditati dal padre, Agostino Pallavicini, doge della Repubblica nel biennio 1637-1639, tra cui il Ritratto di Ansaldo Pallavicino, di Anton van Dyck, diverse tele del Grechetto e il bozzetto con l'Ultima cena di Giulio Cesare Procaccini. Alla morte di Ansaldo, avvenuta nel 1660, la proprietà della dimora passò al figlio, Niccolò Agostino Pallavicino, che a sua volta lascerà la cospicua eredità alla sorella Anna Maria Pallavicino, sposata con Gerolamo Doria.

### Maddalena Doria e il passaggio agli Spinola
L'erede di Anna Maria Pallavicino fu suo figlio Paolo Francesco Doria, che morì nel 1734 e che cedette il palazzo alla sorella, Maddalena Doria, sposata con Nicolò Spinola del ramo di San Luca. Divenuta proprietaria del palazzo, la nobildonna avviò un ampio programma di ristrutturazione che interessò soprattutto il secondo piano nobile, costituito da una sequenza di ambienti caratterizzati da uno sfarzoso utilizzo delle dorature in sintonia con lo stile rococò. Maddalena provvedette a ingaggiare i più rinomati quadraturisti e pittori dell'epoca (Lorenzo De Ferrari, Giovanni Battista Natali e Sebastiano Galeotti) per conferire un aspetto à la page alla sua dimora con la costruzione di una galleria degli specchi, collocata sopra la gallerietta fatta edificare da Ansaldo Pallavicino, assecondando gli ultimi dettami della moda impartiti da Versailles.

### Dagli Spinola di San Luca agli Spinola di Luccoli
Il matrimonio fra Maddalena e Nicolò Spinola, doge della Repubblica nel biennio 1740-1742, sancì il passaggio di proprietà alla famiglia di cui ancora oggi il palazzo porta il nome. Il figlio di Maddalena, Francesco Maria Spinola, sopravvisse alla madre solo nove anni e, alla sua morte, il palazzo venne ereditato dal figlio, Paolo Francesco Spinola. Quest'ultimo, destinato a vivere durante uno dei periodi più bui per l'aristocrazia, con la rivoluzione francese e la fine della Repubblica di Genova in pieno periodo napoleonico, fu suo malgrado protagonista di un'intensa fase di dispersione del patrimonio. Fu infatti costretto a numerose alienazioni per finanziare, insieme ad altri nobili, le campagne napoleoniche, ma non rinunciò ad alcuni importanti acquisti di opere d'arte, fra cui il suo Ritratto, commissionato alla pittrice Angelika Kauffmann.
Alla morte di Paolo Francesco, deceduto senza figli nel 1824, l'eredità venne spartita fra tre cugini materni: Giovanni Battista, Ugo e Giacomo Spinola di Luccoli, a cui toccò il palazzo in oggetto, con la clausola che abbandonasse la secolare dimora di via Luccoli (Palazzo della Catena) a favore di quella di Pellicceria. Si trattò di uno dei momenti più rilevanti per la storia della quadreria del palazzo che, con questo passaggio di proprietà, vide arrivare fra le proprie sale la ricchissima collezione di Giacomo Spinola che, a sua volta, aveva ereditato parte della raccolta di Costantino Balbi. Si ricordano, a questo proposito, la Madonna orante di Joos van Cleve, l'Allegoria della Pace di Luca Giordano e il Ritratto femminile di Bernardo Strozzi. A Giacomo Spinola si deve un'ampia campagna di restauri, nonché la completa ristrutturazione delle cucine storiche site nell'ammezzato fra il primo e secondo piano.

### Da Giacomo Spinola alla donazione di Paolo e Franco
Alla morte di Giacomo Spinola, nel 1858, il palazzo passò prima al figlio Francesco Gaetano, poi al nipote Ugo e infine ai pronipoti Paolo e Franco Spinola. Durante la seconda guerra mondiale il palazzo fu duramente colpito dai bombardamenti alleati, perdendo il terzo e il quarto piano. I marchesi Paolo e Franco Spinola, grazie anche ai suggerimenti dello storico Pasquale Rotondi, nel 1958 decisero di destinare alla pubblica fruizione il palazzo e tutto il suo contenuto e lo donarono allo Stato, vincolano la donazione al «mantenimento dell'aspetto di dimora storica». Contestualmente donarono villa Pagana, la loro residenza estiva, al Sovrano Militare Ordine di Malta affinché ne diventasse una sede di rappresentanza.

### La Galleria Nazionale della Liguria
Data la perdita del carattere storico degli ultimi due piani del palazzo, ricostruiti in stile contemporaneo, i due marchesi Spinola suggerirono di collocare al terzo piano la Galleria Nazionale della Liguria, ovvero un sito in cui esporre le acquisizione che il Ministero della cultura decise di destinare alla regione Liguria. In questi ambienti sono esposti capolavori del massimo rilievo provenienti dalla donazione Spinola che, per ragioni conservative, non potevano essere collocati negli ambienti storici, insieme ad altre opere di pregio acquisite negli anni dallo Stato.

## Descrizione
Dell'aspetto originario cinquecentesco rimangono oggi solo i due portali, inseriti nelle facciate tardobarocche del palazzo, ornati da protomi mostruose di gusto manierista recentemente restaurati. Sia la facciata nord che la facciata sud furono ridecorate a stucco durante la ristrutturazione settecentesca. L'entrata del palazzo è oggi situata in piazza Pellicceria Superiore e immette direttamente all'atrio, mentre una volta l'ingresso principale era posizionato sulla piazza inferiore, attraverso cui si accedeva al cortile interno, in quanto la costruzione iniziale presentava una forma a U con due ali collegate da un porticato, in seguito chiuso. Attualmente nell'atrio coperto, di fronte allo scalone monumentale, è presente il monumento funerario del capitano Francesco Spinola, realizzato nella seconda metà del Quattrocento e proveniente dalla distrutta chiesa di San Domenico. Sempre nel cortile è possibile ammirare due esempi di portantine, utilizzate dai nobili per spostarsi nei caruggi di Genova. A piano terra, la Sala dei donatori è così chiamata perché conserva oggetti e fotografie appartenute ai marchesi Paolo e Franco Spinola. È inoltre presente uno schema, simile a un albero genealogico, che mostra i passaggi di proprietà della dimora.

### Scalone monumentale
Percorrendo lo scalone principale è possibile ammirare antica carte geografiche, realizzate ad Amsterdam nella seconda metà del Seicento presso la prestigiosa stamperia di Joan Bleau e di Frederick De Witt.

### L'appartamento del marchese con i miti di Gregorio De Ferrari
Le sale collocate nel primo ammezzato sono chiamate appartamento del marchese perché Paolo Spinola, dopo la donazione del palazzo allo Stato nel 1958, se ne era riservato l'utilizzo. Qui è esposta una eccezionale serie di sette tele di soggetto mitologico, realizzate da Gregorio De Ferrari e acquisite dal Ministero della cultura nel 2012. Si tratta di quattro tele dedicate al Mito di Ercole e di tre monumentali dipinti tratti dalle Metamorfosi di Ovidio, cioè Pan e Siringa, Mercurio e Argo, e Perseo e Andromeda. Le tele provengono da un salone di palazzo Cattaneo-Adorno, dove Perseo e Andromeda risultava inserita al centro della parete di sinistra, fra i due episodi con Ercole e l’Idra e Ercole e il toro. Pan e Siringa era invece inserita a soffitto mentre, sulla parete sinistra, trovava sede Mercurio e Argo con ai lati Ercole e Anteo e Ercole sul rogo. Dallo stesso palazzo provengono anche le tele con il Sacrificio di Isacco di Orazio Gentileschi e il Ratto delle sabine di Luca Giordano, anch'esse acquisite dal Ministero della cultura ed esposte in altre sale.

### Primo piano nobile

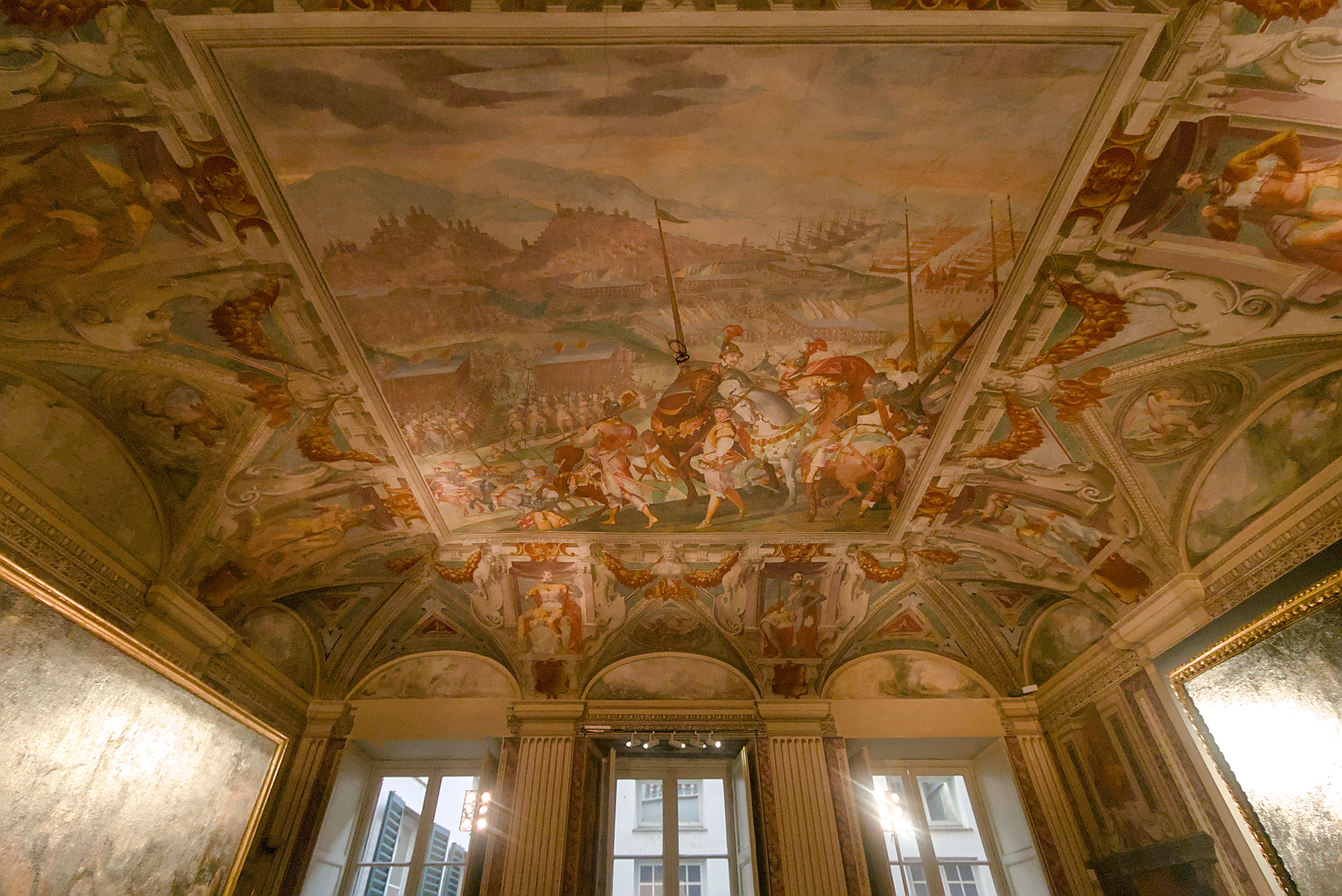
L'affresco sul soffitto del salone del primo piano nobile.

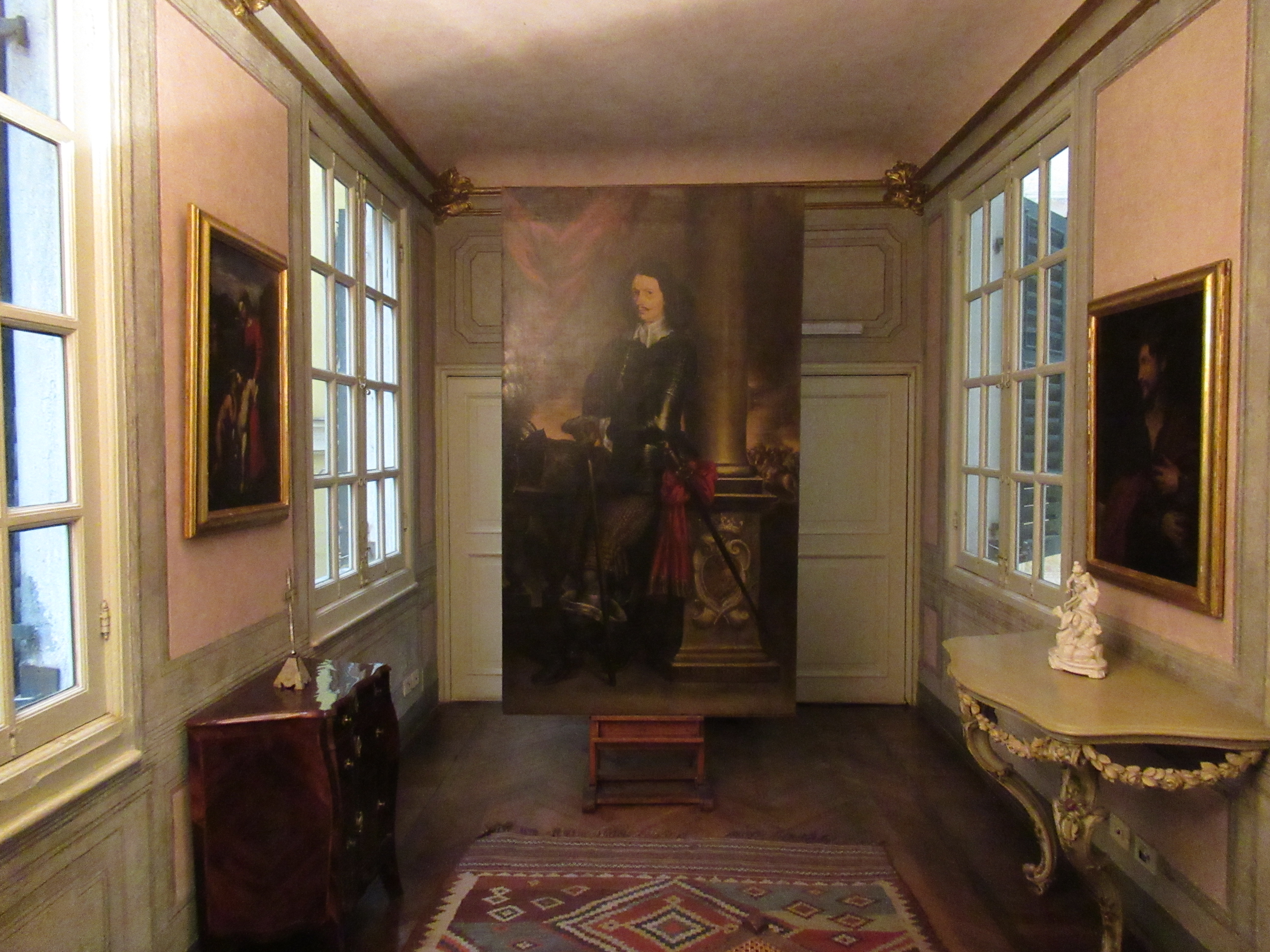
La gallerietta.

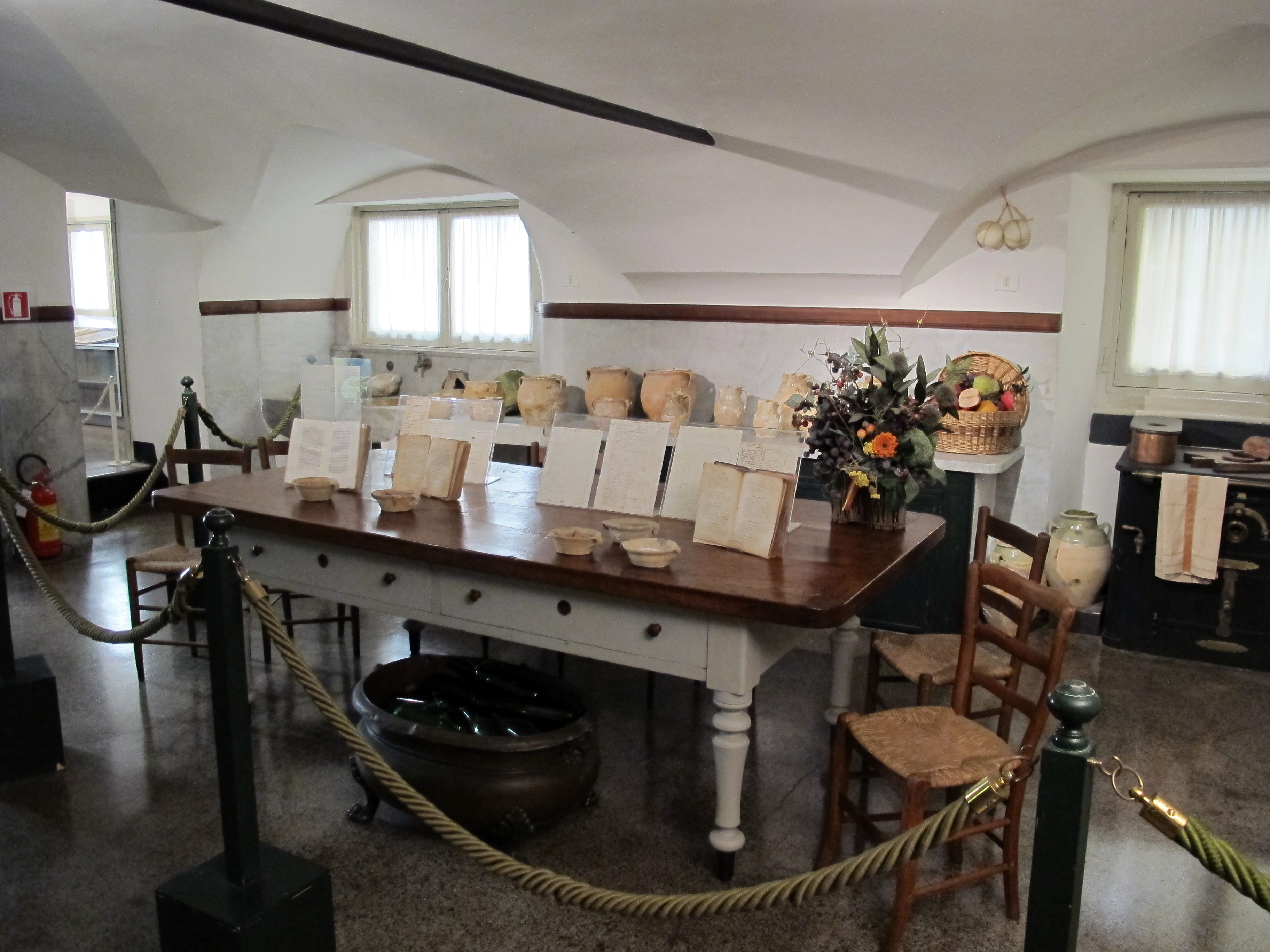
Le cucine nel mezzanino.

Il primo piano nobile mantiene l'aspetto di una dimora aristocratica genovese della prima metà del Seicento.

#### Salone
Un grande affresco raffigurante l'Assedio di Lisbona del duca d'Alba occupa l'intero soffitto. È opera di Lazzaro Tavarone, dipinto nel 1614 su commissione di Tommaso Grimaldi per celebrare le gesta del padre, Francesco, il fondatore del palazzo. Le pareti sono impreziosite da decori tipici seicenteschi con ornamenti trompe-l'œil e con riquadri a marmorino. Nel salone e nei salotti successivi, oltre ai mobili originali seicenteschi, sono esposte alcune opere acquistate o ereditate da Ansaldo Pallavicino. È il caso del Ritratto di Agostino Pallavicino con il figlio di Domenico Fiasella, dove compare il piccolo Ansaldo immortalato all'età di sette anni, accanto al padre nelle vesti di ambasciatore della Repubblica di Genova presso il Re di Francia. Sorte più sfortunata ebbe il dipinto con lo stesso soggetto eseguito da Antoon Van Dyck, smembrato, di cui oggi sopravvive soltanto un frammento con il Ritratto di Ansaldo Pallavicino'. La sala ospita anche il Ratto delle Sabine di Luca Giordano.

#### Primo salotto
Anche questo ambiente presenta lo stesso tipo di decoro alle pareti, ma l'integrità stilistica è qui interrotta da un cornicione in stucco del Settecento, situato fra le pareti e il soffitto. Nella sala sono esposte tre grandi tele, di cui due rappresentano episodi della "Gerusalemme liberata", mentre la terza raffigura Diana e Endimione.

#### Secondo salotto
Vi si trova una piccola cappella a scomparsa, aggiunta nel 1709 dal figlio di Ansaldo Pallavicino, Nicolò Agostino. All'interno, sopra l'altare, sono presenti una tela ovale di Anton Maria Piola e alcuni argenti da messa del Settecento. Nella sala sono presenti inoltre il Ritratto di Ansaldo Pallavicino di Antoon van Dyck, dal singolare formato conseguente a un drastico taglio in seguito a una divisione ereditaria settecentesca, e tre bozzetti raffiguranti episodi della Vita di san Pietro, realizzati da Giovanni Battista Carlone come preparatori degli affreschi della navata centrale della vicina chiesa di San Siro, commissionati anch'essi da Ansaldo Pallavicino. Anche i mobili, originali del Seicento, sono tipici delle dimore aristocratiche genovesi, fra i quali si segnalano quelli chiamati "a bamboccio" per le teste barbute intagliate negli spigoli e come pomelli dei cassetti.

#### Archivio e gallerietta
La stanza successiva ospita l'archivio storico, che è parte del patrimonio di palazzo Spinola. Ci sono centinaia di libri di conto e documenti inerenti non soltanto alle grandi transazioni finanziarie, ma anche all'acquisto di cibi e di vestiario. La visita al piano termina con la gallerietta, ricavata nel 1650 dalla chiusura dell'originario loggiato aperto, e successivamente modificata nel Settecento con l'inserimento di una parete che la divide a metà.

### Cucine
Lungo lo scalone, nel mezzanino, è situata la cucina, che mantiene l'aspetto che aveva all'inizio dell'Ottocento. Il primo spazio (la "stanza della pasta") introduce alla suggestiva cucina storica (la "stanza dei fuochi"). La grossa ruota sulla parete destra veniva utilizzata per azionare il montacarichi che serviva a far salire il cibo nella soprastante sala da pranzo al secondo piano.

### Secondo piano nobile

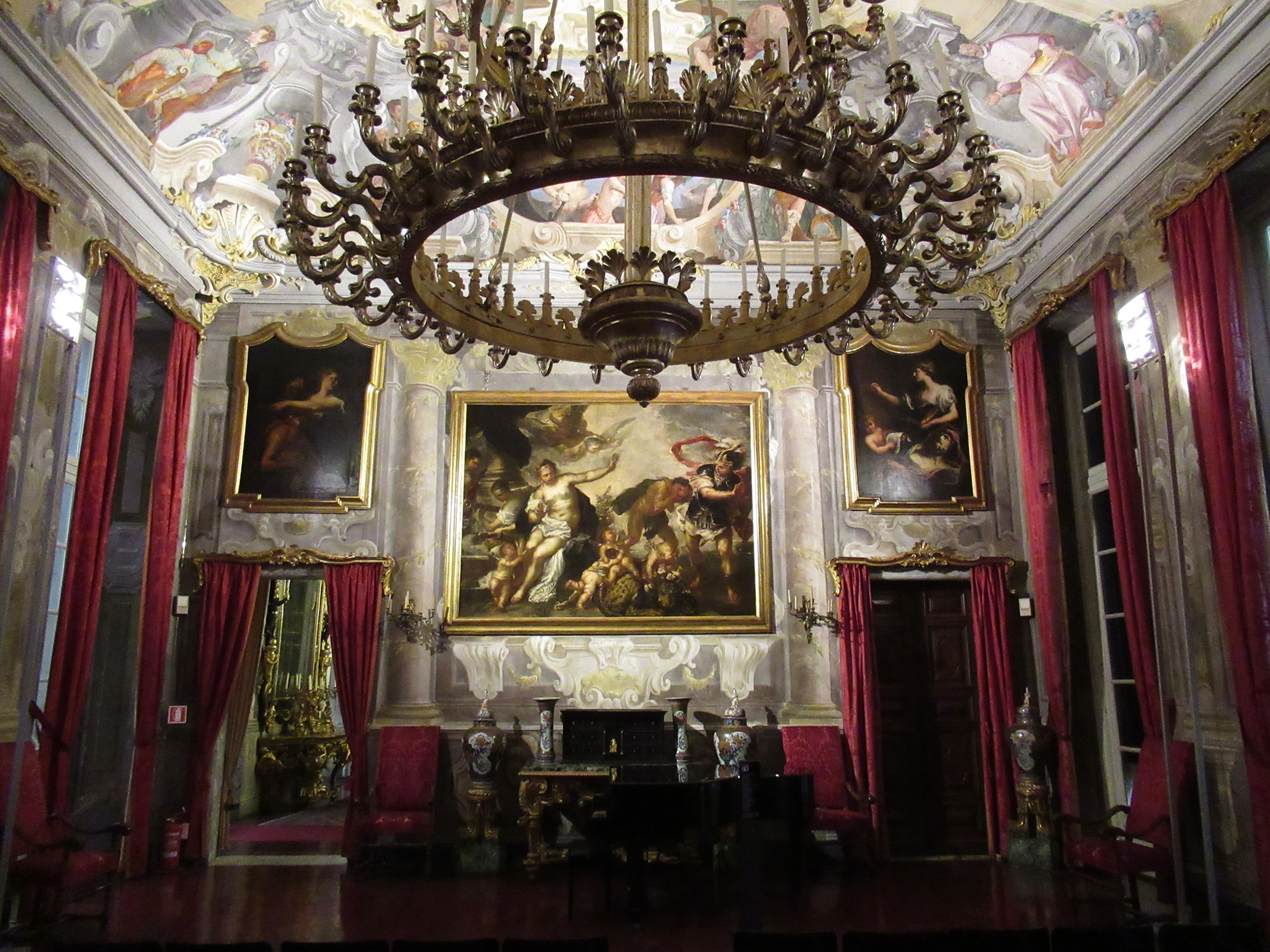
Il salone del secondo piano nobile.

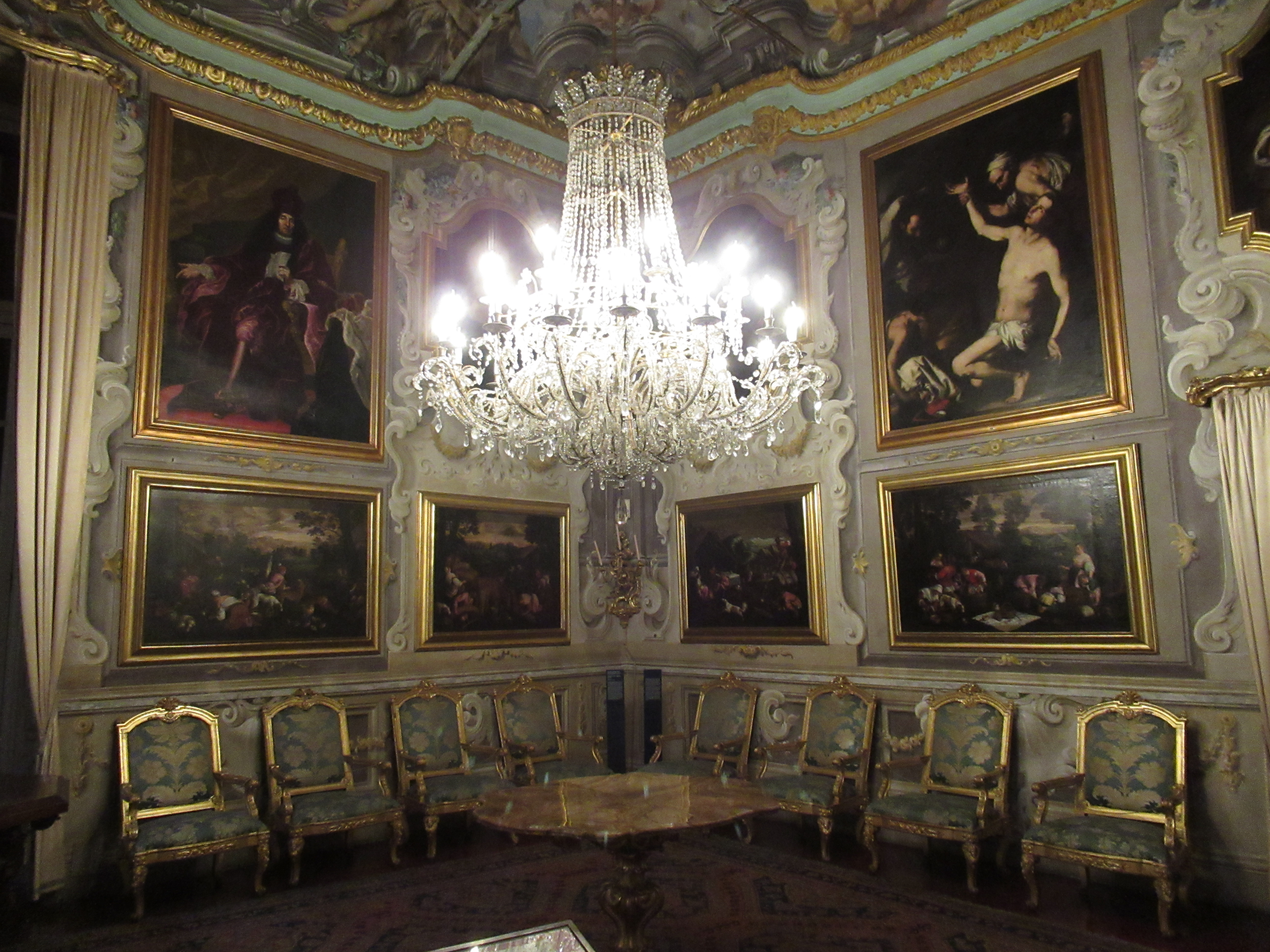
Il Salotto Galeotti.

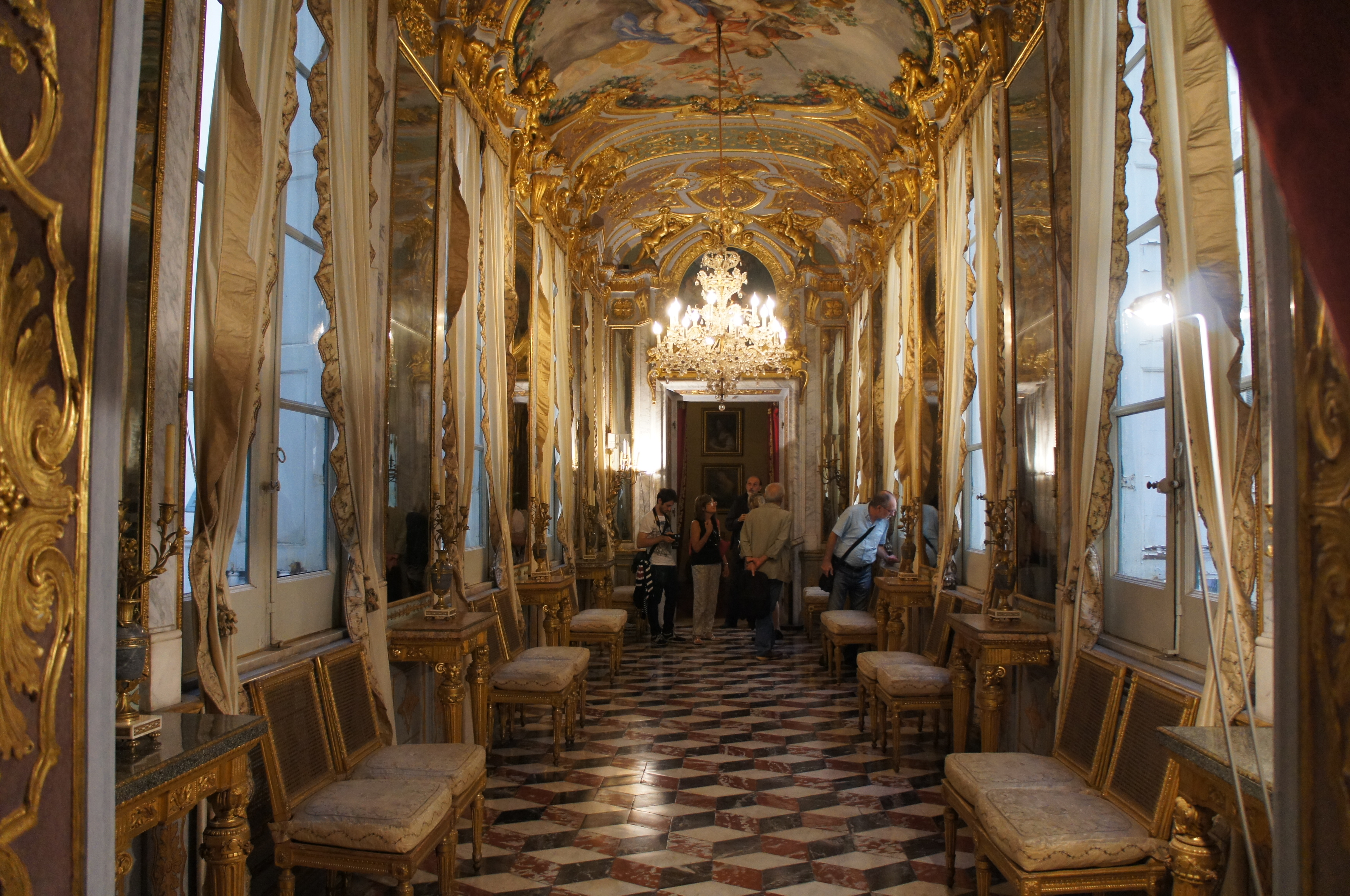
La Galleria degli Specchi.

Maddalena Doria, la nipote di Ansaldo Pallavicino, ereditò il palazzo nel 1734. Moglie del doge Nicolò Spinola, volle che la decorazione fosse aggiornata al più moderno stile rococò (probabilmente in occasione del matrimonio di suo figlio Francesco Maria con Lilla Fieschi). L'intero progetto fu supervisionato dal pittore Lorenzo De Ferrari, che portò avanti un completo rinnovamento fra il 1734 e il 1736 grazie a un ben organizzato gruppo di artigiani e di decoratori. Qui l'artista creò un percorso di rappresentanza, che si sviluppa attorno al cortile interno del palazzo.

#### Salone
La sequenza di spazi inizia nel salone, dove il seicentesco affresco di Lazzaro Tavarone, come quello del salone del primo piano, venne completamente rinnovato per creare un aspetto omogeneo con il più aggiornato gusto settecentesco. Le quadrature ad affresco, le composizioni floreali, i vasi e le nicchie create da Giovani Battista Natali collegano le pareti decorate nel Settecento con la volta affrescata all'inizio del secolo precedente. L'affresco celebra la storia della famiglia Grimaldi, in particolare di Ranieri Grimaldi, che è raffigurato in trionfo dopo la conquista della città fiamminga di Zierikzee nel 1304. L'affresco venne stato danneggiato, nella parte centrale, dai bombardamenti sulla città durante la seconda guerra mondiale.

#### Primo salotto (Salotto Galeotti)
In questa stanza si può trovare uno dei più monumentali esempi di mobile genovese del Settecento, un'imponente specchiera realizzata da Filippo Maria Mongiardino su commissione di Maddalena Doria. Il grande specchio venne acquistato a Parigi e giunse a Genova dopo un avventuroso trasporto via terra, da Parigi a Cadice, e via mare fino a Genova. Sulle pareti la quadratura realizzata da Giovanni Battista Natali ha fatto sì che molti dipinti, per adattarsi a tale decoro, vennero ingranditi o ritagliati. Sulla volta è presente l'affresco raffigurante le Nozze di Amore e Psiche del bolognese Sebastiano Galeotti.

#### Secondo salotto (Salotto del Valore Vincitore o Salotto Verde)
Sulla volta si può ammirare l'affresco di Lorenzo de Ferrari rappresentante l'Amor di Virtù e, attorno, a monocromo, episodi della Vita di Achille. Sulle pareti sono visibili degli spazi vuoti dovuti ad alcune vendite di dipinti effettuate nel XIX secolo dai proprietari o al fatto che, con l'apertura del palazzo al pubblico, vennero eliminate le aggiunte che permettevano il loro inserimento nelle quadrature ad affresco. Le opere presenti, comunque, sono una testimonianza dell'antica quadreria, ordinata senza rispettare i soggetti, l'epoca o lo stile delle opere. Tra essi vi sono capolavori della pittura italiana tra Cinquecento e Settecento: da Luca Cambiaso a Guido Reni, da Valerio Castello a Luca Giordano, da Bernardo Strozzi alla cerchia di Anton van Dyck.

#### Terzo salotto (Salotto Procaccini o Salotto d'Angolo)
Nel terzo salotto la decorazione ad affresco delle pareti venne largamente compromessa dall'acqua utilizzata per spegnere l'incendio che distrusse i piani superiori durante la seconda guerra mondiale. I dipinti comprendono differenti periodi e stili, dalla Vergine orante di Joos Van Cleve all'Ultima cena del pittore emiliano Giulio Cesare Procaccini, bozzetto per la monumentale opera conservata nella basilica della Santissima Annunziata del Vastato.

#### Galleria degli Specchi
Con la galleria degli specchi si arriva al culmine del percorso di rappresentanza voluto da Maddalena Doria. Per questo spazio Lorenzo de Ferrari utilizzò una straordinaria profusione di diversi elementi decorativi in stucco dorato attorno all'affresco sulla volta, con Bacco, Venere e Amore al centro e il trionfo di Galatea e Amore e Pan sopra le porte. I quattro reggitorcia agli angoli, con delfini e serpenti marini, sono l'unico arredo originario rimasto (1734-1736). L'inserimento delle console neoclassiche e delle sedie sono datati alla fine del Settecento, mentre le tende e i cuscini furono realizzati a metà Ottocento in occasione del matrimonio fra il proprietario del palazzo, Francesco Gaetano Spinola, e Teresa Centurione.

#### Quarto salotto (Sala da Pranzo)
Gli arredi in questa stanza ne testimoniano l'utilizzo come sala da pranzo, uso che si affermò nell'Ottocento, probabilmente per ragioni pratiche, quando la sala venne collegata alle cucine sottostanti tramite il montavivande, che arrivava dietro la porticina nell'angolo. Sulle pareti, le figure di dogi sono un esempio dello sviluppo del ritratto a Genova in età moderna. Sopra la porta si trova il Ritratto di Agostino Pallavicino, che fu il primo doge della Repubblica di Genova a indossare la corona e a reggere lo scettro, insegne del potere monarchico. Il doge, così, garantiva a se stesso privilegi reali dopo aver proclamato la Vergine Maria "Regina di Genova" nel 1637 al fine di risolvere i problemi di cerimoniale che relegavano la Repubblica di Genova in una posizione secondaria rispetto alle monarchie europee, che nel Cinque-Seicento dipendevano economicamente dai prestiti che Genova faceva loro.

#### Quinto salotto (Salotto Franceschini)
L'ultimo salotto storico che completa il percorso circolare ospita cinque opere di Marcantonio Franceschini, un pittore classicista bolognese del Settecento. Ai piedi della scala che porta ai piani superiori si trova un altro esempio della raffinata produzione genovese: una portiera settecentesca ricamata con l'arma Spinola, al centro di volute vegetali e foglie di alloro.

### Terzo piano

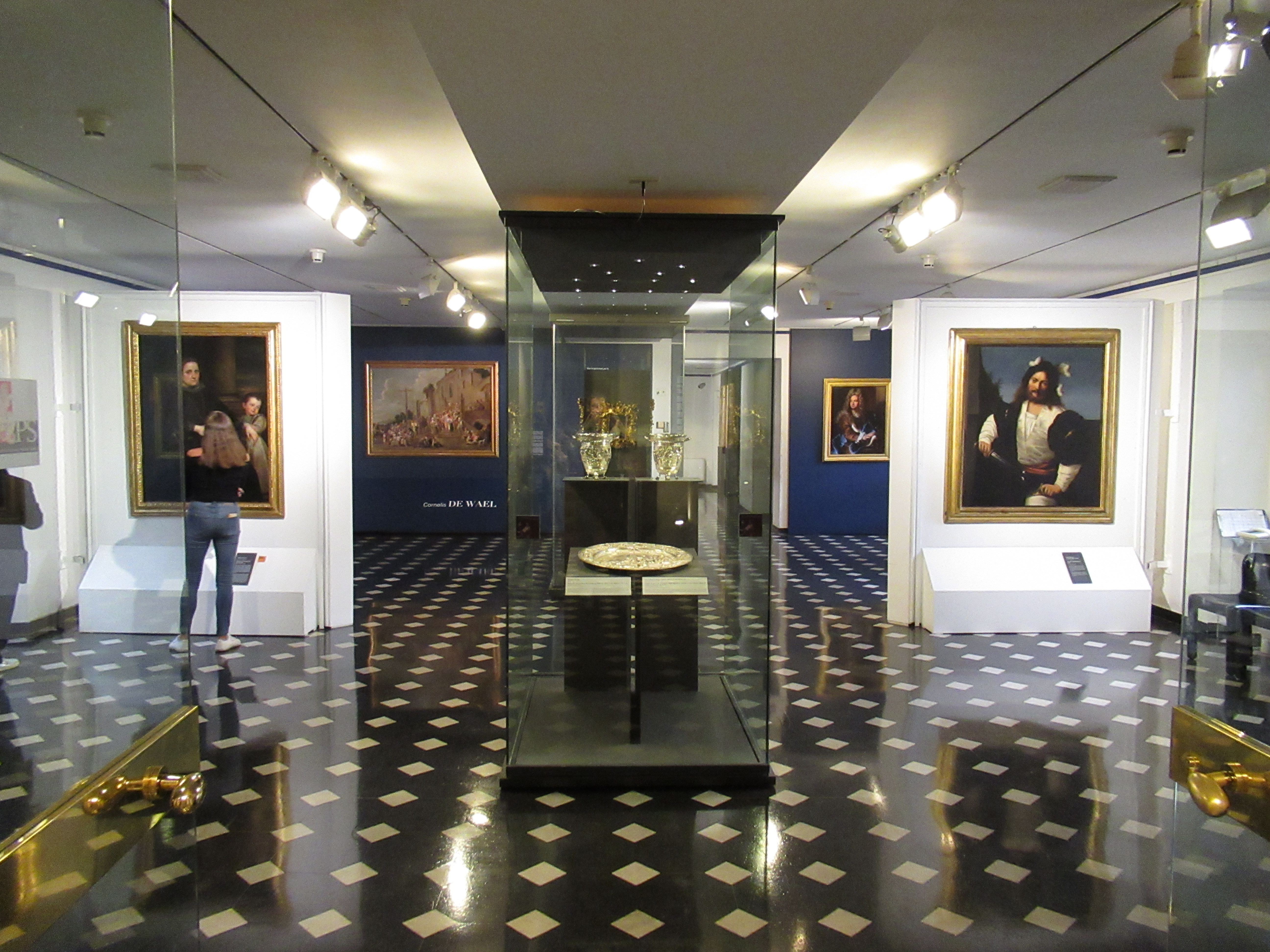
La Galleria Nazionale della Liguria, al terzo piano.

Fino al 1941 il terzo piano ospitava le camere da letto e le stanze private dei marchesi Spinola, che furono distrutte da un incendio durate l'ultima guerra. Oggi ospita la Galleria Nazionale della Liguria, che conserva dipinti e sculture legate alla storia dell'arte e del collezionismo in Liguria. Qui si possono ammirare anche alcuni capolavori appartenenti alla collezione Spinola, come gli argenti fiamminghi seicenteschi, la cornice barocca di Filippo Parodi rappresentante il Mito di Paride e l'Ecce Homo di Antonello da Messina.
Successivamente al trasferimento delle collezioni della Galleria Nazionale della Liguria, il terzo ed il quarto piano potrebbero ospitare il Museo dell'antica casa genovese.

### Quarto piano
In passato qui si trovavano le stanze della servitù, mentre oggi il piano ospita le ceramiche e le porcellane degli Spinola e una sezione dedicata ai tessili.

### Terrazzo
Attraverso una scala a chiocciola si può raggiungere la terrazza, attraverso la quale si può godere di una vista sul centro storico di Genova.